# Mistrovství světa v rychlobruslení na jednotlivých tratích 2020
Mistrovství světa v rychlobruslení na jednotlivých tratích 2020 se konalo ve dnech 13.–16. února 2020 v rychlobruslařské hale Utah Olympic Oval v americkém Kearns nedaleko Salt Lake City. Jednalo se o 20. mistrovství světa v rychlobruslení na jednotlivých tratích.
Českou výpravu tvořily Martina Sáblíková (3000 m, 5000 m) a Nikola Zdráhalová (500 m, 1000 m, 1500 m, 3000 m).
| Program                                                       | Program                                                | Program                                                | Program                                                         |
| ------------------------------------------------------------- | ------------------------------------------------------ | ------------------------------------------------------ | --------------------------------------------------------------- |
| 13. února                                                     | 14. února                                              | 15. února                                              | 16. února                                                       |
| 3000 m ženy 5000 m muži týmový sprint ženy týmový sprint muži | 10 000 m muži stíhací závod ženy 500 m muži 500 m ženy | 5000 m ženy 1000 m muži 1000 m ženy stíhací závod muži | 1500 m ženy 1500 m muži hromadný start ženy hromadný start muži |

## Muži

### 500 metrů
Závodu se zúčastnilo 24 závodníků.
| Pořadí           | Jméno            | Země        | Čas   |
| ---------------- | ---------------- | ----------- | ----- |
| Zlatá medaile    | Pavel Kuližnikov | Rusko       | 33,72 |
| Stříbrná medaile | Ruslan Murašov   | Rusko       | 33,99 |
| Bronzová medaile | Tacuja Šinhama   | Japonsko    | 34,03 |
| 4.               | Viktor Muštakov  | Rusko       | 34,05 |
| 5.               | Daiči Jamanaka   | Japonsko    | 34,06 |
| 6.               | Laurent Dubreuil | Kanada      | 34,12 |
| 7.               | Čcha Min-kju     | Jižní Korea | 34,21 |
| 8.               | Kim Čun-ho       | Jižní Korea | 34,26 |
| 9.               | Kao Tching-jü    | Čína        | 34,28 |
| 10.              | Kai Verbij       | Nizozemsko  | 34,32 |

### 1000 metrů
Závodu se zúčastnilo 24 závodníků.
| Pořadí           | Jméno                       | Země       | Čas          |
| ---------------- | --------------------------- | ---------- | ------------ |
| Zlatá medaile    | Pavel Kuližnikov            | Rusko      | 1:05,69 (WR) |
| Stříbrná medaile | Kjeld Nuis                  | Nizozemsko | 1:06,73      |
| Bronzová medaile | Laurent Dubreuil            | Kanada     | 1:06,76      |
| 4.               | Håvard Holmefjord Lorentzen | Norsko     | 1:07,00      |
| 5.               | Masaja Jamada               | Japonsko   | 1:07,03      |
| 6.               | Kai Verbij                  | Nizozemsko | 1:07,05      |
| 7.               | Nico Ihle                   | Německo    | 1:07,10      |
| 8.               | Ruslan Murašov              | Rusko      | 1:07,13      |
| 9.               | Antoine Gélinas-Beaulieu    | Kanada     | 1:07,25      |
| 10.              | Ignat Golovaťuk             | Bělorusko  | 1:07,32      |

### 1500 metrů
Závodu se zúčastnilo 24 závodníků.
| Pořadí           | Jméno                    | Země       | Čas     |
| ---------------- | ------------------------ | ---------- | ------- |
| Zlatá medaile    | Kjeld Nuis               | Nizozemsko | 1:41,66 |
| Stříbrná medaile | Thomas Krol              | Nizozemsko | 1:41,73 |
| Bronzová medaile | Joey Mantia              | USA        | 1:42,16 |
| 4.               | Ning Čung-jen            | Čína       | 1:42,33 |
| 5.               | Denis Juskov             | Rusko      | 1:42,34 |
| 6.               | Seitaró Ičinohe          | Japonsko   | 1:42,36 |
| 7.               | Antoine Gélinas-Beaulieu | Kanada     | 1:42,55 |
| 8.               | Sindre Henriksen         | Norsko     | 1:43,34 |
| 9.               | Tyson Langelaar          | Kanada     | 1:43,39 |
| 10.              | Sverre Lunde Pedersen    | Norsko     | 1:43,62 |

### 5000 metrů
Závodu se zúčastnilo 20 závodníků.
| Pořadí           | Jméno                 | Země       | Čas     |
| ---------------- | --------------------- | ---------- | ------- |
| Zlatá medaile    | Ted-Jan Bloemen       | Kanada     | 6:04,37 |
| Stříbrná medaile | Sven Kramer           | Nizozemsko | 6:04,91 |
| Bronzová medaile | Graeme Fish           | Kanada     | 6:06,32 |
| 4.               | Sverre Lunde Pedersen | Norsko     | 6:11,80 |
| 5.               | Jordan Belchos        | Kanada     | 6:12,07 |
| 6.               | Patrick Beckert       | Německo    | 6:12,12 |
| 7.               | Davide Ghiotto        | Itálie     | 6:12,51 |
| 8.               | Jorrit Bergsma        | Nizozemsko | 6:13,42 |
| 9.               | Ruslan Zacharov       | Rusko      | 6:14,06 |
| 10.              | Timothy Loubineaud    | Francie    | 6:14,96 |

### 10 000 metrů
Závodu se zúčastnilo 12 závodníků.
| Pořadí           | Jméno              | Země        | Čas           |
| ---------------- | ------------------ | ----------- | ------------- |
| Zlatá medaile    | Graeme Fish        | Kanada      | 12:33,86 (WR) |
| Stříbrná medaile | Ted-Jan Bloemen    | Kanada      | 12:45,01      |
| Bronzová medaile | Patrick Beckert    | Německo     | 12:47,93      |
| 4.               | Jorrit Bergsma     | Nizozemsko  | 12:48,45      |
| 5.               | Rjósuke Cučija     | Japonsko    | 12:55,62      |
| 6.               | Davide Ghiotto     | Itálie      | 12:58,30      |
| 7.               | Timothy Loubineaud | Francie     | 12:58,97      |
| 8.               | Patrick Roest      | Nizozemsko  | 13:03,90      |
| 9.               | Peter Michael      | Nový Zéland | 13:19,72      |
| –                | Dmitrij Morozov    | Kazachstán  | DNF           |
| –                | Nicola Tumolero    | Itálie      | DNF           |
| –                | Alexandr Rumjancev | Rusko       | DNF           |

### Závod s hromadným startem
Závodu se zúčastnilo 24 závodníků.
| Pořadí           | Jméno                    | Země        | Body | Čas     |
| ---------------- | ------------------------ | ----------- | ---- | ------- |
| Zlatá medaile    | Jorrit Bergsma           | Nizozemsko  | 60   | 7:39,49 |
| Stříbrná medaile | Jordan Belchos           | Kanada      | 40   | 7:39,79 |
| Bronzová medaile | Antoine Gélinas-Beaulieu | Kanada      | 24   | 7:40,27 |
| 4.               | Vitalij Michajlov        | Bělorusko   | 14   | 7:40,37 |
| 5.               | Joey Mantia              | USA         | 6    | 7:41,81 |
| 6.               | Artur Janicki            | Polsko      | 5    | 7:45,69 |
| 7.               | Haralds Silovs           | Lotyšsko    | 5    | 7:48,73 |
| 8.               | Čong Če-won              | Jižní Korea | 3    | 7:41,96 |
| 9.               | Rjósuke Cučija           | Japonsko    | 0    | 7:42,06 |
| 10.              | Ruslan Zacharov          | Rusko       | 0    | 7:42,33 |

### Týmový sprint
Závodu se zúčastnilo osm týmů.
| Pořadí           | Tým                                                                  | Čas     |
| ---------------- | -------------------------------------------------------------------- | ------- |
| Zlatá medaile    | Nizozemsko Dai Dai N'tab, Kai Verbij, Thomas Krol                    | 1:18,18 |
| Stříbrná medaile | Čína Kao Tching-jü, Wang Š’-wej, Ning Čung-jen                       | 1:18,53 |
| Bronzová medaile | Norsko Bjørn Magnussen, Håvard Holmefjord Lorentzen, Odin By Farstad | 1:19,54 |
| 4.               | Japonsko Júma Murakami, Jamato Macui, Masaja Jamada                  | 1:19,59 |
| 5.               | Švýcarsko Oliver Grob, Christian Oberbichler, Livio Wenger           | 1:20,03 |
| 6.               | Kazachstán Artur Galijev, Stanislav Palkin, Alexandr Klenko          | 1:20,39 |
| –                | Rusko Ruslan Murašov, Viktor Muštakov, Pavel Kuližnikov              | DNF     |
| –                | Kanada Gilmore Junio, Laurent Dubreuil, Antoine Gélinas-Beaulieu     | DSQ     |

### Stíhací závod družstev
Závodu se zúčastnilo osm týmů.
| Pořadí           | Tým                                                             | Čas     |
| ---------------- | --------------------------------------------------------------- | ------- |
| Zlatá medaile    | Nizozemsko Sven Kramer, Douwe de Vries, Marcel Bosker           | 3:34,68 |
| Stříbrná medaile | Japonsko Seitaró Ičinohe, Riku Cučija, Shane Williamson         | 3:36,41 |
| Bronzová medaile | Rusko Sergej Trofimov, Ruslan Zacharov, Danila Semerikov        | 3:37,24 |
| 4.               | Kanada Ted-Jan Bloemen, Jordan Belchos, Tyson Langelaar         | 3:38,27 |
| 5.               | USA Emery Lehman, Ethan Cepuran, Ian Quinn                      | 3:38,51 |
| 6.               | Itálie Andrea Giovannini, Nicola Tumolero, Michele Malfatti     | 3:38,96 |
| 7.               | Norsko Sverre Lunde Pedersen, Hallgeir Engebråten, Håvard Bøkko | 3:41,22 |
| 8.               | Nový Zéland Peter Michael, Josh Whyte, Kierryn Hughes           | 3:44,78 |

## Ženy

### 500 metrů
Závodu se zúčastnilo 24 závodnic.
| Pořadí           | Jméno               | Země       | Čas   |
| ---------------- | ------------------- | ---------- | ----- |
| Zlatá medaile    | Nao Kodairaová      | Japonsko   | 36,69 |
| Stříbrná medaile | Angelina Golikovová | Rusko      | 36,74 |
| Bronzová medaile | Olga Fatkulinová    | Rusko      | 36,78 |
| 4.               | Vanessa Herzogová   | Rakousko   | 36,94 |
| 5.               | Kimi Goetzová       | USA        | 37,18 |
| 6.               | Letitia de Jongová  | Nizozemsko | 37,19 |
| 7.               | Erin Jacksonová     | USA        | 37,28 |
| 8.               | Jutta Leerdamová    | Nizozemsko | 37,30 |
| 9.               | Femke Koková        | Nizozemsko | 37,45 |
| 10.              | Darja Kačanovová    | Rusko      | 37,47 |
|                  |                     |            |       |
| 23.              | Nikola Zdráhalová   | Česko      | 38,75 |

### 1000 metrů
Závodu se zúčastnilo 24 závodnic.
| Pořadí           | Jméno                | Země       | Čas     |
| ---------------- | -------------------- | ---------- | ------- |
| Zlatá medaile    | Jutta Leerdamová     | Nizozemsko | 1:11,84 |
| Stříbrná medaile | Olga Fatkulinová     | Rusko      | 1:12,33 |
| Bronzová medaile | Miho Takagiová       | Japonsko   | 1:12,34 |
| 4.               | Ireen Wüstová        | Nizozemsko | 1:12,64 |
| 5.               | Kimi Goetzová        | USA        | 1:12,70 |
| 6.               | Nao Kodairaová       | Japonsko   | 1:12,86 |
| 7.               | Jekatěrina Šichovová | Rusko      | 1:12,88 |
| 8.               | Brittany Boweová     | USA        | 1:12,91 |
| 9.               | Letitia de Jongová   | Nizozemsko | 1:12,99 |
| 10.              | Darja Kačanovová     | Rusko      | 1:13,10 |
|                  |                      |            |         |
| 20.              | Nikola Zdráhalová    | Česko      | 1:15,34 |

### 1500 metrů
Závodu se zúčastnilo 24 závodnic.
| Pořadí           | Jméno                 | Země       | Čas     |
| ---------------- | --------------------- | ---------- | ------- |
| Zlatá medaile    | Ireen Wüstová         | Nizozemsko | 1:50,92 |
| Stříbrná medaile | Jevgenija Lalenkovová | Rusko      | 1:51,13 |
| Bronzová medaile | Jelizaveta Kazelinová | Rusko      | 1:51,41 |
| 4.               | Miho Takagiová        | Japonsko   | 1:51,58 |
| 5.               | Melissa Wijfjeová     | Nizozemsko | 1:51,78 |
| 6.               | Jekatěrina Šichovová  | Rusko      | 1:52,07 |
| 7.               | Ivanie Blondinová     | Kanada     | 1:52,43 |
| 8.               | Nana Takagiová        | Japonsko   | 1:52,72 |
| 9.               | Nao Kodairaová        | Japonsko   | 1:52,82 |
| 10.              | Joy Beuneová          | Nizozemsko | 1:53,11 |
|                  |                       |            |         |
| 15.              | Nikola Zdráhalová     | Česko      | 1:54,24 |

### 3000 metrů
Závodu se zúčastnilo 20 závodnic.
| Pořadí           | Jméno                    | Země       | Čas     |
| ---------------- | ------------------------ | ---------- | ------- |
| Zlatá medaile    | Martina Sáblíková        | Česko      | 3:54,25 |
| Stříbrná medaile | Carlijn Achtereekteová   | Nizozemsko | 3:54,92 |
| Bronzová medaile | Natalja Voroninová       | Rusko      | 3:55,54 |
| 4.               | Jevgenija Lalenkovová    | Rusko      | 3:55,81 |
| 5.               | Esmee Visserová          | Nizozemsko | 3:56,78 |
| 6.               | Ivanie Blondinová        | Kanada     | 3:57,56 |
| 7.               | Irene Schoutenová        | Nizozemsko | 3:58,26 |
| 8.               | Francesca Lollobrigidová | Itálie     | 3:58,71 |
| 9.               | Marina Zujevová          | Bělorusko  | 3:59,41 |
| 10.              | Isabelle Weidemannová    | Kanada     | 4:01,34 |
|                  |                          |            |         |
| 14.              | Nikola Zdráhalová        | Česko      | 4:03,48 |

### 5000 metrů
Závodu se zúčastnilo 12 závodnic.
| Pořadí           | Jméno                    | Země       | Čas          |
| ---------------- | ------------------------ | ---------- | ------------ |
| Zlatá medaile    | Natalja Voroninová       | Rusko      | 6:39,02 (WR) |
| Stříbrná medaile | Martina Sáblíková        | Česko      | 6:41,18      |
| Bronzová medaile | Esmee Visserová          | Nizozemsko | 6:46,68      |
| 4.               | Marina Zujevová          | Bělorusko  | 6:48,22      |
| 5.               | Ivanie Blondinová        | Kanada     | 6:48,98      |
| 6.               | Isabelle Weidemannová    | Kanada     | 6:49,10      |
| 7.               | Irene Schoutenová        | Nizozemsko | 6:50,59      |
| 8.               | Claudia Pechsteinová     | Německo    | 6:55,01      |
| 9.               | Sofie Karoline Haugenová | Norsko     | 6:56,64      |
| 10.              | Jelena Sochrjakovová     | Rusko      | 6:59,58      |

### Závod s hromadným startem
Závodu se zúčastnilo 24 závodnic.
| Pořadí           | Jméno                       | Země        | Body | Čas     |
| ---------------- | --------------------------- | ----------- | ---- | ------- |
| Zlatá medaile    | Ivanie Blondinová           | Kanada      | 60   | 8:14,02 |
| Stříbrná medaile | Kim Po-rum                  | Jižní Korea | 40   | 8:14,22 |
| Bronzová medaile | Irene Schoutenová           | Nizozemsko  | 20   | 8:14,32 |
| 4.               | Nana Takagiová              | Japonsko    | 10   | 8:14,33 |
| 5.               | Francesca Lollobrigidová    | Itálie      | 6    | 8:14,70 |
| 6.               | Valérie Maltaisová          | Kanada      | 5    | 8:19,63 |
| 7.               | Mia Kilburgová-Manganellová | USA         | 3    | 8:14,95 |
| 8.               | Marina Zujevová             | Bělorusko   | 3    | 8:15,82 |
| 9.               | Claudia Pechsteinová        | Německo     | 2    | 8:18,04 |
| 10.              | Karolina Bosieková          | Polsko      | 2    | 8:23,09 |

### Týmový sprint
Závodu se zúčastnily čtyři týmy.
| Pořadí           | Tým                                                             | Čas     |
| ---------------- | --------------------------------------------------------------- | ------- |
| Zlatá medaile    | Nizozemsko Femke Koková, Jutta Leerdamová, Letitia de Jongová   | 1:24,02 |
| Stříbrná medaile | Rusko Olga Fatkulinová, Angelina Golikovová, Darja Kačanovová   | 1:24,50 |
| Bronzová medaile | Polsko Andżelika Wójciková, Kaja Ziomeková, Natalia Czerwonková | 1:25,37 |
| 4.               | Čína Tchien Žuej-ning, Ťin Ťing-ču, Čao Sin                     | 1:26,80 |

### Stíhací závod družstev
Závodu se zúčastnilo sedm týmů.
| Pořadí           | Tým                                                                      | Čas     |
| ---------------- | ------------------------------------------------------------------------ | ------- |
| Zlatá medaile    | Japonsko Nana Takagiová, Ajano Satóová, Miho Takagiová                   | 2:50,76 |
| Stříbrná medaile | Nizozemsko Antoinette de Jongová, Ireen Wüstová, Melissa Wijfjeová       | 2:52,65 |
| Bronzová medaile | Kanada Ivanie Blondinová, Valérie Maltaisová, Isabelle Weidemannová      | 2:53,62 |
| 4.               | Rusko Jelizaveta Kazelinová, Jevgenija Lalenkovová, Natalja Voroninová   | 2:53,92 |
| 5.               | Polsko Karolina Bosieková, Natalia Czerwonková, Karolina Gąsecká         | 2:59,24 |
| 6.               | USA Brianna Bocoxová, Mia Kilburgová-Manganellová, Paige Schwartzburgová | 2:59,79 |
| 7.               | Čína Li Tan, Tchao Ťia-jing, Čou Jang                                    | 3:01,57 |

## Medailové pořadí zemí
| Pořadí | Země        | Zlato | Stříbro | Bronz | Celkem |
| ------ | ----------- | ----- | ------- | ----- | ------ |
| 1.     | Nizozemsko  | 7     | 5       | 2     | 14     |
| 2.     | Rusko       | 3     | 5       | 4     | 12     |
| 3.     | Kanada      | 3     | 2       | 4     | 9      |
| 4.     | Japonsko    | 2     | 1       | 2     | 5      |
| 5.     | Česko       | 1     | 1       | 0     | 2      |
| 6.     | Čína        | 0     | 1       | 0     | 1      |
| 6.     | Jižní Korea | 0     | 1       | 0     | 1      |
| 8.     | Německo     | 0     | 0       | 1     | 1      |
| 8.     | Norsko      | 0     | 0       | 1     | 1      |
| 8.     | Polsko      | 0     | 0       | 1     | 1      |
| 8.     | USA         | 0     | 0       | 1     | 1      |